# Teleogryllus derelictus
Teleogryllus derelictus är en insektsart som beskrevs av Andrej Vasiljevitj Gorochov 1985. Teleogryllus derelictus ingår i släktet Teleogryllus och familjen syrsor. Inga underarter finns listade i Catalogue of Life.